# Zofia Ciszczoń
Zofia Ciszczoń (ur. 10 stycznia 1932 w Wysokiej) – polska robotnica, poseł na Sejm PRL VII kadencji.

## Życiorys
Uzyskała wykształcenie podstawowe. Pracowała w Zakładach Przemysłu Wełnianego im. T. Rychlińskiego „Rytex” w Bielsku-Białej. W 1976 uzyskała mandat posła na Sejm PRL VII kadencji w okręgu Bielsko-Biała z ramienia Polskiej Zjednoczonej Partii Robotniczej. Zasiadała w Komisji Administracji, Gospodarki Terenowej i Ochrony Środowiska oraz w Komisji Przemysłu Lekkiego.

## Odznaczenia
- Medal 30-lecia Polski Ludowej
- Srebrna Odznaka „Zasłużonemu w Rozwoju Województwa Katowickiego”